# Rancho Mustang
O Rancho Mustang ou Mustang Ranch, conhecido também como Rancho da Ponte Mustang (Mustang Bridge Ranch) ou Vale das Bonecas (Valley of the Dolls), é um prostíbulo do Condado de Storey, distante oito milhas da cidade de Reno, estado de Nevada,  nos Estados Unidos da América.
Foi o primeiro bordel licenciado de Nevada, em 1971, liderando a legalização das casas de prostituição em dez dos setenta condados do estado. Foi criado por Joe Conforte em 1967, quando se estabeleceu no local com um conjunto de trailers, aproveitando a liberalidade da lei local. Tornou-se, com o tempo, o maior bordel de Nevada, com a renda superando o somatório de todos os seus concorrentes legalizados.
O Mustang Ranch foi confiscado pelo governo federal em 1999, depois de uma série de condenações judiciais por fraude fiscal, extorsão e outros crimes e posteriormente leiloado. Entretanto, foi aberto cinco milhas a leste, com o mesmo nome, hoje, sob a gerência de Susan Austin.